# Небольсинка
Небольсинка — деревня в Должанском районе Орловской области России. Входит в состав Урыновского сельского поселения.

## География
Деревня находится в юго-восточной части Орловской области, в лесостепной зоне, в пределах центральной части Среднерусской возвышенности, на левом берегу реки Долгой, на расстоянии примерно 20 километров (по прямой) к юго-западу от посёлка городского типа Долгое, административного центра района. Абсолютная высота — 191 метр над уровнем моря.

### Климат
Климат умеренно континентальный, с умеренно холодной продолжительной зимой и тёплым летом. Среднегодовая температура воздуха — 4,6 °C. Средняя температура воздуха самого холодного месяца (января) — −9,2 °C (абсолютный минимум — −39 °C); самого тёплого месяца (июля) — 18,8 °C (абсолютный максимум — 38 °С). Продолжительность периода активной вегетации растений колеблется от 137 до 150 дней. Среднегодовое количество атмосферных осадков составляет 515 мм, из которых большая часть выпадает в тёплый период. Снежный покров держится в течение 120—130 дней.

### Часовой пояс
Деревня Небольсинка, как и вся Орловская область, находится в часовой зоне МСК (московское время). Смещение применяемого времени относительно UTC составляет +3:00.

## Население
| 2010 |
| ---- |
| 0    |